# Laonicos Chalcondyle
Pour les articles homonymes, voir Chalcondyle.
Laonicos Chalcondyle ou Chalcocondyle, en grec Λαόνικος Χαλκοκονδύλης ou Χαλκονδύλης, né à Athènes vers 1423, mort en Italie vers 1490, est un historien grec.

## Biographie
Son prénom « Laonicos » est une reformulation archaïsante (plutôt qu'une anagramme) de Nikolaos (Nicolas). On sait peu de choses sur sa vie. Il est le cousin de Démétrios Chalcondyle,.
À la mort du duc florentin d'Athènes Antoine Ier Acciaiuoli, la veuve du duc et Georges, le père de Laonicos, tentent de faire prévaloir devant le sultan Mourad II leur parti pro-hellène sur le parti pro-florentin. L'échec de cette entreprise entraîne l'exil des Chalcondyle. C'est à Mistra, dans le Péloponnèse, à la cour du futur empereur Constantin XI, que Cyriaque d'Ancône trouve le jeune Laonicos, en 1447-1448. Le futur historien y suit l'enseignement de Gemiste Pléthon (né vers 1355–1360).
Laonicos Chalcondyle rédige son œuvre après la prise de Constantinople en 1453. L'ouvrage comporte 10 « livres » (sections ou parties) ; il décrit la chute de l'Empire romain d'Orient et l'essor de l'Empire ottoman ; la période couverte s'étend de 1298 à 1463.

## Œuvre

### Contenu et style
L'ouvrage, intitulé Ἀπόδειξις ἱστοριῶν ou (au pluriel) Ἀποδείξεις ἱστοριῶν, et divisé en dix livres (βιβλία δέκα), présente la chute de Constantinople comme un tournant historique de première importance et la met même en parallèle avec la prise de Troie.
Les informations qu’il rapporte sur l’empereur Manuel II Paléologue sont issues de son expérience ; pour les périodes plus anciennes, il a eu recours à son père. Mais comme les Grecs essayaient de trouver de l'aide notamment en Angleterre, en France et en Allemagne, Chalcondyle fournit aussi des renseignements sur les coutumes de ces pays.
Laonicos Chalcondyle s'attache moins à montrer la chute de Constantinople comme une punition de Dieu que comme le résultat des efforts soutenus de ses vainqueurs.
Chalcondyle était un admirateur d’Hérodote et de Thucydide, duquel il imite le style et la phraséologie ; la publication de son livre a sa place dans l'histoire de la période humaniste. L'historien tente d’être objectif, et, malgré quelques inexactitudes, reste l’un des plus importants historiens grecs tardifs. Malheureusement sa chronologie comporte des erreurs et l'usage de toponymes obsolètes, selon l'habitude des humanistes de son temps, est source de confusion.

### Éditions (sélection)
- Hendrik Arent Hamaker (dir.), Historiarum libri decem, dans Immanuel Bekker (dir.), Corpus Scriptorum Historiae Byzantinae, Bonn, 1843
- Jacques Paul Migne (dir.), Historiarum libri decem, vol. 159 de la Patrologia Graeca, 1866
- Jenő (ou « Eugenius ») Darkó (dir.), Historiarum demonstrationes, 2 vol., Budapest, 1923-1927

### Traductions
- (la) Conrad Clauser (trad.), De origine et rebus gestis Turcorum libri decem, Bâle, 1556  — Réédition en 1615 ; réédition en 1866 avec le texte grec
- (fr) Blaise de Vigenère (trad.), Histoire de la décadence de l'empire grec et establissement de celuy des Turcs, comprise en dix livres par Nicolas Chalcondyle, Athénien, in-4, Paris, Nicolas Chesneau, 1577[11]
- (en) (Livre 8) J. R. Melville Jones (trad.), The siege of Constantinople 1453 : seven contemporary accounts, Amsterdam, Hakkert, 1972, p. 42–55  (ISBN 9025606261)
- (en) (Livres 1 à 3) Nikos Nikoloudis (trad.), Laonikos Chalkokondyles : a translation and commentary of the « Demonstrations of Histories » (Books I-III), coll. « Ιστορικές Μονογραφίες », no 16, Athènes, Historical Publications St. D. Basilopoulos, 1996  (ISBN 9607100972 et 9789607100979)
- (en) Anthony Kaldellis (trad.), Laonikos Chalkokondyles. The Histories. (deux tomes), Cambridge (MA)/London, Harvard University Press, 2014.